# Шаватки Боло
Шаватки Боло (тадж. Шаватки Боло) — посёлок в Айнинском районе Согдийской области Таджикистана.
Административно входит в состав Рарзского джамоата.